# ویکتور گلین
ویکتور گلین (انگلیسی: Victor Glynn؛ زادهٔ ۱۱ اکتبر ۱۹۵۶) تهیه‌کننده تلویزیونی اهل بریتانیا است. وی از سال ۱۹۸۲ میلادی تاکنون مشغول فعالیت بوده‌است.
از فیلم‌ها یا مجموعه‌های تلویزیونی که وی در آن‌ها نقش داشته‌است، می‌توان به فوتبال‌دستی، چشم‌به‌راه آنیا، کسوف کامل، یک ماجراجویی کاملاً بزرگ، آماتور و آرزوهای دوردست اشاره نمود.